# Петрово (Тарский район)
Петрово — село в Тарском районе Омской области России. Входит в состав Чекрушанского сельского поселения.

## История
Основано в 1822 г. В 1928 г. состояло из 90 хозяйств, основное население — русские. Центр Петровского сельсовета Знаменского района Тарского округа Сибирского края.

## Население
| 1926 | 2002 | 2010 |
| ---- | ---- | ---- |
| 464  | ↘105 | ↗223 |